# Адам Нађ
Адам Нађ (мађ. Nagy Ádám) (Будимпешта, 17. јун 1995) је мађарски професионални фудбалер који игра на позицији везног фудбалера за клуб из Серије Б Пизу из Тоскане и репрезентацију Мађарске.
Своју сениорску фудбалску каријеру је започео у Ференцварошу, дебитовао је у професионалном саставу за резерве у августу 2013. године и за први тим у мају 2015. године. Нађ је на омладинскомнивоу одиграо осам утакмица и постигао један гол за Мађарску. За сениорски тим Мађарске дебитовао је на међународној сцени против Северне Ирске 7. септембра 2015. године, ушао је као замена, и изабран је да игра за репрезентацију Мађарске на УЕФА Еуро 2016.

## Каријера
Нађ је рођен у Будимпешти, Мађарска. Након што је каријеру започео у ФЦ Голдбол '94, играо је за Табани Спартакус СКЕ и Сент Иштван СЕ. У 2008. је имао кратак период у футсал клубу Арамис Спорт Еђесулет.
Са 16 година отишао је у клуб Ла Манга да би се придружио фудбалској академији коју је основала енглеска „фудбалска развојна академија ВижнПро Спортс Институт”. У јануару 2012. године, академија се преселила у Португалију формирајући ВСИ Рио Мејђор фудбалски клуб, и успоставила се на нижим нивоима јуниорског првенства Фудбалског савеза Сантарема.  Пројекат су водили бивши играчи Премијер лиге као што су Ијан Рајт и Марк Хјуз. Академију је водио енглески тренер Пол Симпсон, а тим је био састављен од младих играча, између 16 и 19 година, из Португалије, Мађарске, Анголе, Велса, Енглеске, Конга и Шпаније.  Пројекат је завршен у марту 2013. године, због лошег управљања средствима од стране председника ВСИ и директора.

### Ференцварош
Дана 13. августа 2013. Нађ је потписао уговор са Ференцварошем. Професионални деби имао је у сезони 2013/14, са II развојним тимом Ференцваоша у трећој лиги. Први пут се појавио у такмичењу 24. августа 2013. године, играјући у поразу од Фелшотаркања, резултатом од 0 : 2. Дана 30. августа 2015. године постигао је свој први гол у њиховој победи свог тима резултатом од 7 : 0 против Ебеша.
Дана 12. маја 2015, Нађ је дебитовао за за први тим Ференцвароша, играјући у победи на домаћем терену против Хонведа резултатом 3 : 0 за Лига купу сезоне 2014/15. Четири дана касније одиграо је свој први меч у НБ против ФК Пакши. Утакмица је завршена победом Ференцвароша са резултатом од 1 : 0. Нађ је ушао на терен у 46. минуту као замена за Уграја. Дана 20. маја 2015. године, Нађ је помогао свом тиму да победи у финалу Мађарске Купе 2015. играјући 70 минута у финалу, када је био замењен.
Дана 2. априла 2016, Нађ је постао шампион Мађарске лиге са Ференцварошем након што су у задњој утакмици изгубили од Дебрецина 2 : 1 на стадиону Нађердеј у сезони 2015/16.
Дана 10. јуна 2016. Нађ је уврштен међу 10 најбољих младих талената на Еуру 2016. Листу је направио Спортс Илустрејтед и укључивао је фудбалере као што су Кингсле Коман, Јулијан Дракслер и Рафаел Гереиро.
Током Европског првенства, Нађ је привукао пажњу клубова као што су Бенфика, Олимпик из Марсеја и Лестер Сити.

### Болоња
Дана 14. јула 2016. Нађ се придружио италијанској Болоњи након импресивног наступа са националним тимом на УЕФА Еуро 2016. Као играч Болоње је у децембру 2016. године је изабран за играча месеца. У пријатељској утакмици пре сезоне Серији А 2017/18, Нађ је постигао 8. гол за Болоњу.
У априлу сезоне Серије А 2017/18, изабран је за трећег најбољег играча, а испред њега су били Симон Верди и Андреа Поли у тиму од стране гласача званичног сајта ФК Болоња. Међутим, сезона 2017/18 није била тако успешна као претходна, пошто је током целе сезоне имао само 12 наступа за Болоњу. Дана 15. априла 2018. године постигао је свој први гол у Серији А за Болоњу против Хелас Вероне Ф.Ц. у 94. минуту на стадиону Ренато Дал'Ара, у Болоњи.
У сезони 2018/19 Серије А, Нађ је уписао само 14 наступа, од којих је 10 пута био у стартној постави током тренерског рада Филипа Инзагија и Синише Михајловића, а током лета 2019. године није био више задовољан третманом у клубу и више пута је понављао да би волео да оде из клуба.

### Бристол Сити
Дана 8. августа 2019, Нађ се придружио екипи енглеског шампионата Бристол Ситију на трогодишњи уговор са опцијом за четврту годину. Дан 10. августа 2019. дебитовао је у ЕФЛ шампионату у сезони 2019/20. против Бирмингем Ситија. на стадиону Ст. Ендрју. Свој први гол у лиги је постигао против Квинс Парк ренџерса већ на следећој утакмици.

### Пиза
Дана 27. августа 2021. године, Нађ је потписао четворогодишњи уговор са Серија Б клубом Пиза С.Ц..

## Репрезентација
Нађ је био део У-20 тима Мађарске на Светском првенству за ФИФА У-20 2015. године, наступио је на четири утакмице (три старта) у коначном проласку у осмину финала.
Дана 7. септембра 2015. године, Нађ је одиграо свој први меч у репрезентацији Мађарске у ремију 1 : 1 против Северне Ирске у утакмици квалификација Групе Ф за Европско првенство 2016. године на Виндзор Парку у Белфасту. Ушао је на терен у 23. минуту као замена за Акоша Елека.
Дана 30. марта 2016. године, Нађ је уврштен да игра за селекцију Мађарске за Европско првенство 2016. године.
Дана 14. јуна 2016, Нађ је играо у првој утакмици у групи у победи над Аустријом резултатом 2 : 0 на утакмици Групе Ф УЕФА Еуро 2016 на стадиону Бордоа, Бордо, Француска. Три дана касније, 18. јуна 2016. године, био је члан репрезентије у утакмици против Исланда када је Мађарска играла нерешено 1 : 1 на стадиону Стаде Велодром у Марсеју.
Дана 18. новембра 2018. године постигао је свој први гол за национални тим против Финске на Гроупама Арени, у Будимпешти, у утакмици УЕФА Лиге Ц за сезону 2018/19.
Дана 1. јуна 2021. године, Нађ је био уврштен у тим од 26 играча који су представљали Мађарску на поново заказаном УЕФА Еуро 2020 турниру.
Дана 19. новембра 2023. године постигао је трећи гол у победи над Црном Гором резултатом од 3 : 1 у последњој утакмици квалификација за Европско првенство 2024. на Пушкаш Арени.

### Наступи за репрезентацију
Ажурирано до утакмице игране 19. новембра 2023.
| Репрезентација | Година | Утакмица | Голова |
| -------------- | ------ | -------- | ------ |
| Мађарска       | 2015   | 5        | 0      |
| Мађарска       | 2016   | 10       | 0      |
| Мађарска       | 2017   | 8        | 0      |
| Мађарска       | 2018   | 6        | 1      |
| Мађарска       | 2019   | 7        | 0      |
| Мађарска       | 2020   | 8        | 0      |
| Мађарска       | 2021   | 13       | 0      |
| Мађарска       | 2022   | 10       | 0      |
| Мађарска       | 2023   | 8        | 1      |
| Укупно         | Укупно | 77       | 2      |